# Nagita Slavina
Pour les articles homonymes, voir Slavina.
 (juillet 2023).
Nagita Slavina Mariana Tengker, née le 17 février 1988 à Jakarta, est une actrice indonésienne.

## Biographie
Nagita a des ancêtres mixtes Minahasa, javanais et Minangkabau. Le 17 octobre 2014, Nagita Slavina a épousé Raffi Ahmad à l'âge de 26 ans. La retransmission en direct du mariage pendant plusieurs heures a été considérée comme une utilisation abusive de la fréquence publique. La commission indonésienne de radiodiffusion a notifié par écrit à Trans TV la diffusion exclusive. Selon KPI, la durée était trop longue et la diffusion n'apportait aucun avantage au public en tant que propriétaire de la fréquence,.
Le 15 août 2015, Nagita Slavina a donné naissance à un petit garçon nommé Rafathar Malik Ahmad, qui est également apparu depuis au cinéma et à la télévision.